# Rivière Boivin (rivière Turgeon)
Pour les articles homonymes, voir Boivin et Rivière Boivin.
La rivière Boivin est un affluent de la rivière Turgeon, laquelle se déverse dans la rivière Harricana ; et cette dernière se déverse sur le littoral sud de la baie James, en Ontario. La rivière Boivin coule dans la municipalité de Eeyou Istchee Baie-James, dans la région administrative du Nord-du-Québec, au Québec, au Canada.

## Géographie
Les bassins versants voisins de la rivière Boivin sont :
- côté nord : rivière Turgeon ;
- côté est : ruisseau Hal, rivière Turgeon ;
- côté sud : rivière du Sud, rivière La Sarre ;
- côté ouest : rivière Patten (Ontario).

La rivière Boivin prend sa source dans une zone de marais près de la frontière du Nord-du-Québec. Elle coule vers le nord sur environ 40 km. Cette rivière québécoise coule en parallèle à la frontière ontarienne.
La partie supérieure de la rivière comporte trois embranchements qui confluent au sud-ouest du village de Val-Paradis :
- la première désignée "cours d'eau Tremblay" provenant du sud-est et drainant entre le 5e et le 9e rang. Elle draine notamment deux zones de marais ;
- la deuxième désignée "cours d'eau Lavoie" comporte deux sous-embranchements venant de l'ouest soit la décharge des lacs Imbeau (altitude : 320 m) et Oloron (altitude : 335 m) ; et la deuxième est la décharge des lacs Domène (altitude : 334 m) et Pajegasque (altitude : 326 m). La villégiature est développée autour du lac Pajegasque qui est desservi par le chemin des 4e et 5e rangs. La zone supérieure du cours d'eau Lavoie est située au nord du village de Normétal, au nord-est de la rivière des Méloizes. Le cours d'eau Lavoie prend sa source d'une zone de marais (altitude : 298 m) située au nord du chemin du parallèle qui délimite les régions administratives Abitibi-Témiscamingue et Eeyou Istchee Baie-James. À partir de cette zone, ce cours d'eau coule sur 8,8 km vers le nord jusqu'à la décharge du lac Pejegasque ; puis vers le nord jusqu'à l'embranchement provenant de l'ouest ;
- la troisième provient de l'ouest, drainant les terres du 10e rang et du 1re rang. Dans la partie supérieure, deux sous-embranchements venant du nord et venant du sud convergent ; puis le courant de cet embranchement coule vers l'est au sud du chemin des 10e-et-1er rangs pour rejoindre la rivière Boivin au sud-ouest du village de Val-Paradis.

À partir de la confluence du 3e embranchement, la rivière Boivin coule vers le nord, jusqu'à la route 393 (soit le chemin des 10e-et-1e rangs, qui passe à l'ouest du centre du village de Val-Paradis). À partir de cette route, la rivière Boivin coule en zone forestière, jusqu'à son embouchure qui se déverse sur la rive ouest de la rivière Turgeon. La rivière Boivin est le principal affluent québécois de la rivière Turgeon.

## Toponymie
Le toponyme de la rivière Boivin et du canton de Boivin sont interreliés. Situé à 45 km au nord-nord-ouest de La Sarre, le canton de Boivin est borné à l'ouest par la frontière provinciale du Québec et de l'Ontario. Ce toponyme évoque l'œuvre de vie de Georges-Henri Boivin (1882-1926), député du comté de Shefford à la Chambre des communes, au parlement canadien, de 1911 à 1926. Il a exercé la fonction de ministre des Douanes et de l'Accise en 1925. Le canton de Boivin a été proclamé en 1940.
Le toponyme « rivière Boivin » a été officialisé le 5 décembre 1968 à la Banque des noms de lieux de la Commission de toponymie du Québec.